# Saltvik, Nätvik och Enoksnäs
Saltvik, Nätvik och Enoksnäs är en av SCB avgränsad och namnsatt småort i Hudiksvalls kommun. Den omfattar bebyggelse i grannbyarna Saltvik, Nätvik och Enoksnäs i Idenors socken belägna en mil öst om Hudiksvall, strax söder om Hudiksvallsfjärdens mynning. 
Bebyggelsen består av fritidshus och småbåtshamn. I äldre tider fanns här ett sågverk, och periodvis har försök gjorts att driva affär här. 
Delångersån har ett av sina utlopp i Saltvik.